# Cornelia Klauß
Cornelia Klauß (* 1962 in Dresden) ist eine deutsche Filmwissenschaftlerin, Autorin und Filmemacherin.

## Leben und Wirken
Cornelia Klauß wuchs in Ost-Berlin auf. Früh interessierte sie sich für Film und Kino. Nach der Schulzeit studierte sie bis 1986 Filmwissenschaft an der Hochschule für Film und Fernsehen Konrad Wolf in Babelsberg. Parallel war sie in der Amateurfilmszene der DDR aktiv und drehte eigene Super-8-Filme, darunter Samuel (1984) und Halle − schwarz/weiß (1987). Diese Untergrund-Szene, die unter strenger Beobachtung der Staatssicherheit stand, beleuchtete sie später als Regisseurin in der 45-minütigen NDR-Dokumentation Die subversive Kamera (1998).
Bereits während des Studiums war Klauß beim DDR-Fernsehen, das sie zum Studium delegiert hatte, aufgrund familiärer Beziehungen in die BRD sowie Kontakten zu Personen, die einen Ausreiseantrag gestellt hatten, in Ungnade gefallen. Wohl auch deshalb durfte sie anschließend nicht auf dem Hauptgelände in Berlin-Adlershof arbeiten, sondern wurde an das Fernsehstudio in Halle beordert, das vor allem Schwänke und Volkstheaterstücke inszenierte. Klauß kündigte und war anschließend freiberuflich für das DEFA-Dokumentarfilmstudio als Rechercheurin tätig. Zudem schrieb sie für die evangelische Wochenzeitschrift Die Kirche. Noch vor dem Mauerfall reiste sie 1989 aus der DDR aus. Kurzzeitig war sie im Hörfunkbereich tätig und baute eine Medienwerkstatt an der FU Berlin auf.
1990 wurde Cornelia Klauß Programmdirektorin des Filmkunsthauses Babylon. Diese Tätigkeit übte sie bis in die erste Hälfte der 2000er-Jahre aus. Viele Jahre gehörte sie den Programmkomitees des DOK Leipzig und der Internationalen Kurzfilmtage Oberhausen an.
Zudem tritt Klauß als Herausgeberin diverser Publikationen in Erscheinung. Viel Beachtung fand das gemeinsam mit Frank Böttcher veröffentlichte Buch Unerkannt durch Freundesland. Illegale Reisen durch das Sowjetreich, dem bereits eine gleichnamige, 45-minütige TV-Dokumentation vorausging, bei der Klauß die Regie führte. Der 2019 von ihr zusammen mit Ralf Schenk in der Schriftenreihe der DEFA-Stiftung herausgegebene und erstmals im Rahmen der 69. Berlinale vorgestellte Band Sie. Regisseurinnen der DEFA und ihre Filme, der Biografien von mehr als 60 Filmemacherinnen der DEFA vereint, fand ein breites Medienecho und wurde vom Filmkritiker Frank Arnold als „Pionierarbeit“ gewürdigt.
Von 2010 bis 2016 war Klauß medienpolitische Sprecherin des Bundesverbands kommunale Filmarbeit. Seit 2017 arbeitet sie in der Sektion Film- und Medienkunst der Akademie der Künste. Sie lebt in Berlin.

## Schriften (Auswahl)
- mit Frank Böttcher (Hrsg.): Unerkannt durch Freundesland. Illegale Reisen durch das Sowjetreich. Lukas, Halle 2011, ISBN 978-3-86732-076-4.
- mit Ralf Schenk (Hrsg.): Sie. Regisseurinnen der DEFA und ihre Filme. Schriftenreihe der DEFA-Stiftung, Bertz + Fischer, Berlin 2019, ISBN 978-3-86505-415-9.
- mit Andreas H. Apelt (Hrsg.): Hiddensee – Die Insel der Anderen: Geschichten von Zeitzeugen. Mitteldeutscher Verlag, Halle 2021, ISBN 978-3-89812-876-6.

## Filmografie (Auswahl)
- 1984: Samuel (Regie)
- 1987: Halle − schwarz-weiß (Regie)
- 1988: Unterlassene Anwesenheit (Regie)
- 1998: Die subversive Kamera (Regie, 45-minütige TV-Dokumentation, NDR)
- 1999: Seitensprünge – Deutsch-deutsche Scheinehen (Regie mit Gunter Hanfgarn, 45-minütige TV-Dokumentation, NDR)
- 2006: Unerkannt durch Freundesland. Verbotene Reisen in das Sowjetreich (Regie, 45-minütige TV-Dokumentation, RBB)